# Petrovice (Skorošice)
Petrovice (něm. Petersdorf) jsou vesnice ležící v Olomouckém kraji, v okrese Jeseník. Jsou částí obce Skorošice, od které leží asi 2,5 km západním směrem.

## Historie
První písemná zmínka o Petrovicích pochází z roku 1284; tehdy se uvádějí pod názvem "Petri villa", Petrova ves, patrně podle jména svého lokátora. Vznikla v rámci kolonizace zdejšího kraje prováděné vratislavskými biskupy a v jejich držení také až do konce patrimoniální správy, tedy roku 1850, zůstala, a to nejdříve u Vidnavy, později v rámci panství Frýdberk (dnes Žulová). Již od počátku se tu zmiňuje i zákupní fojtství, ves však zůstala celkem malá (12 lánů v roce 1420) a pak dokonce zcela zpustla a musela být roku 1576 obnovena. Zemědělství nebylo příliš výnosné, obyvatelé se proto hospodářsky využívali okolní lesy. Až do rozmachu průmyslové výroby zde bylo čilé domácí přadláctví, později zde byla výrobna potaše a roku 1852 tu vznikla dílna na výrobu žulových koryt, jeden z prvních kamenických podniků v kraji. Následný velký rozmach těžby a zpracování kamene ve druhé polovině 19. století se však obci vyhnul.
Od počátku obecního zřízeni byly Petrovice samostatnou obcí. Po odsunu původních německých obyvatel v roce 1946 v nich však bydlel jen zlomek dřívějšího počtu obyvatel, pokus o založení pastevního družstva ztroskotal a roku 1949 byly Petrovice připojeny jako osada ke Skorošicím. S nimi byly také 1. ledna 1976 připojeny k Žulové, ale 23. listopadu 1990 se Skorošice opět staly samostatnou obcí a Petrovice opět jejich místní částí.
K vesnici patřily patřily také dvě osady, obě na severozápad od Petrovic na svazích hory Špičáku a obě prakticky z Petrovic dostupné jen přes vedlejší Vojtovice:
Hraničná (něm. Gränzgrund, Grenzgrund) byla založena na panských pozemcích roku 1690. Vedle lesnictví se zde provozovala těžba železa, sice v malém měřítku, ale až do roku 1967. Roku 1930 měla 23 domů a kapli, po II. světové válce však zcela zanikla a k 1. lednu 1976 byla i úředně zrušena.
Nové Chaloupky (něm. Neuhäuser), poblíž Hraničné o něco blíže Petrovicím, jsou zmiňovány poprvé roku 1739. V roce 1836 i v roce 1930 se zde napočetlo 5 domů, které v zásadě stále stojí, i když osada se po roce 1950 úředně neuvádí.

### Vývoj počtu obyvatel
Počet obyvatel Petrovic podle sčítání nebo jiných úředních záznamů:
| Rok            | 1836     | 1869 | 1880 | 1890 | 1900 | 1910 | 1921 | 1930 | 1939 | 1947 | 1950 | 1961 | 1970 | 1980 | 1991 | 2001 |
| -------------- | -------- | ---- | ---- | ---- | ---- | ---- | ---- | ---- | ---- | ---- | ---- | ---- | ---- | ---- | ---- | ---- |
| Počet obyvatel | přes 832 | 707  | 712  | 681  | 682  | 646  | 652  | 623  | 658  | 215  | 114  | 141  | 147  | 101  | 80   | 65   |

1. ↑  z toho: Petrovice 532, Hraničná 118, Nové Chaloupky 32
2. ↑  z toho: 5 Čechoslováků, 615 Němců; 623 řím. kat.
3. ↑  z toho: Petrovice 516, Hraničná 90, Nové Chaloupky 17

V Petrovicích je evidováno 43 adres : 42 čísel popisných (trvalé objekty) a 1 číslo evidenční (dočasné či rekreační objekty). Při sčítání lidu roku 2001 zde bylo napočteno 35 domů, z toho 22 trvale obydlených.

## Fotogalerie

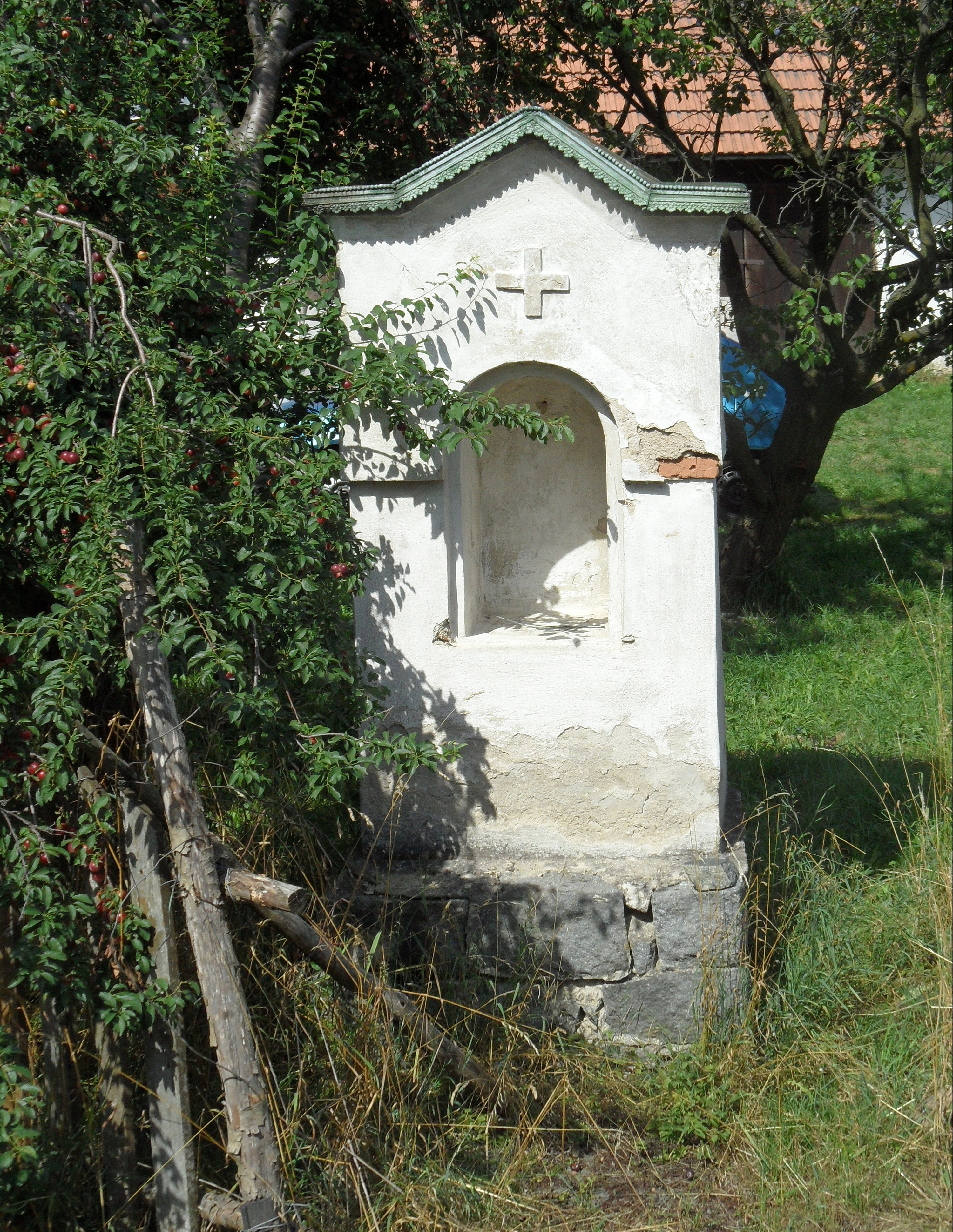
Kaplička
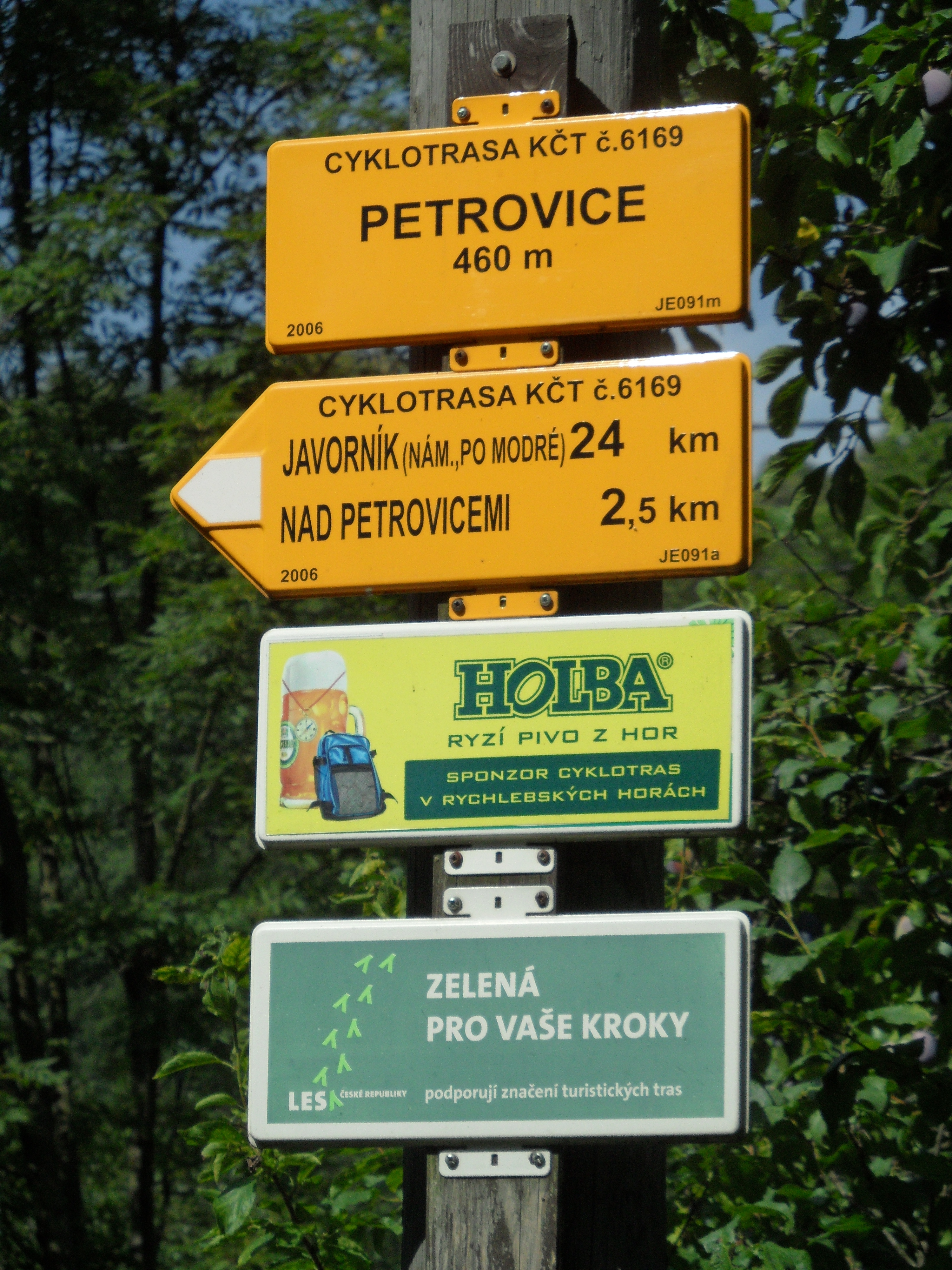
Rozcestník
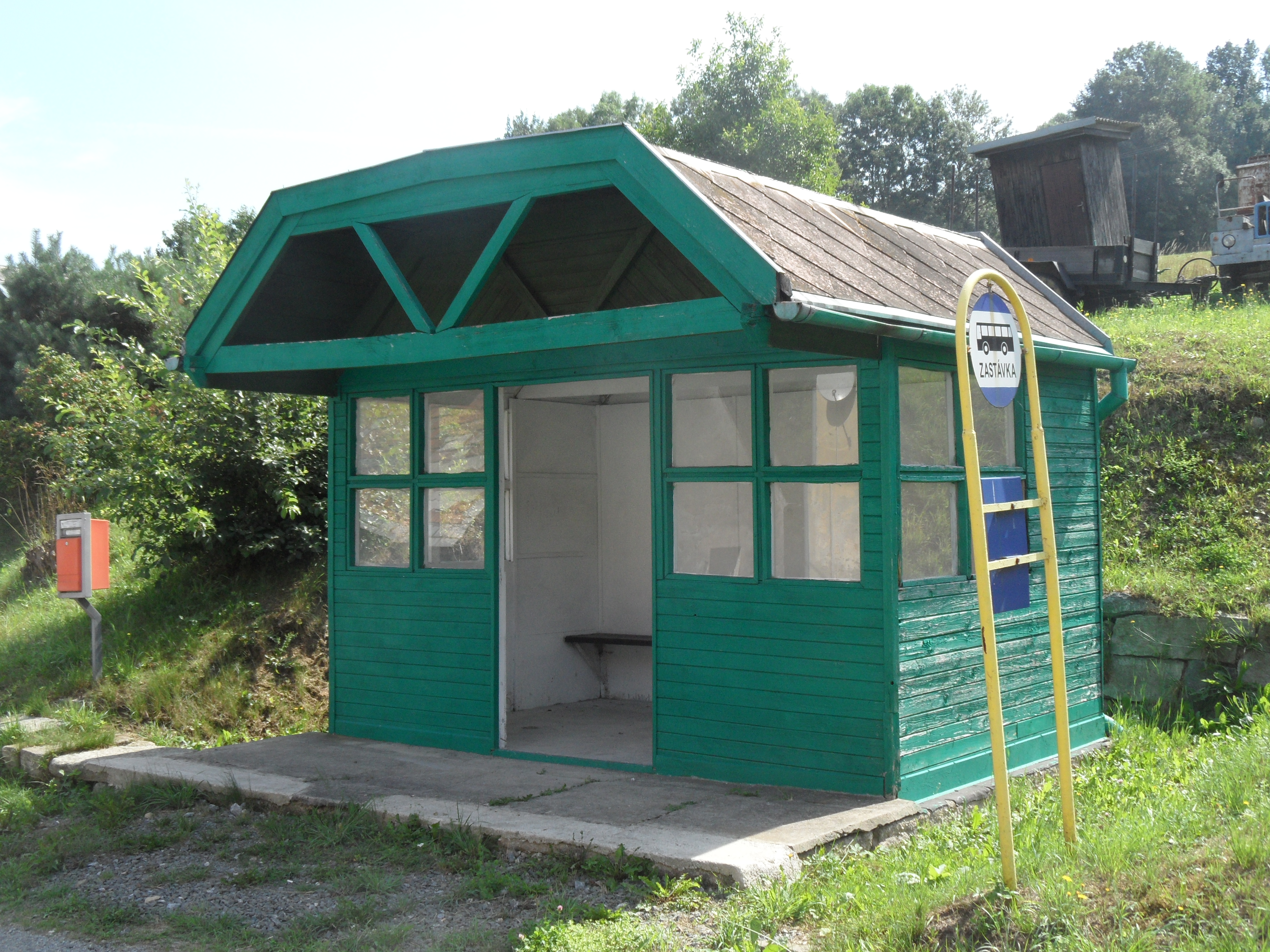
Autobusová zastávka
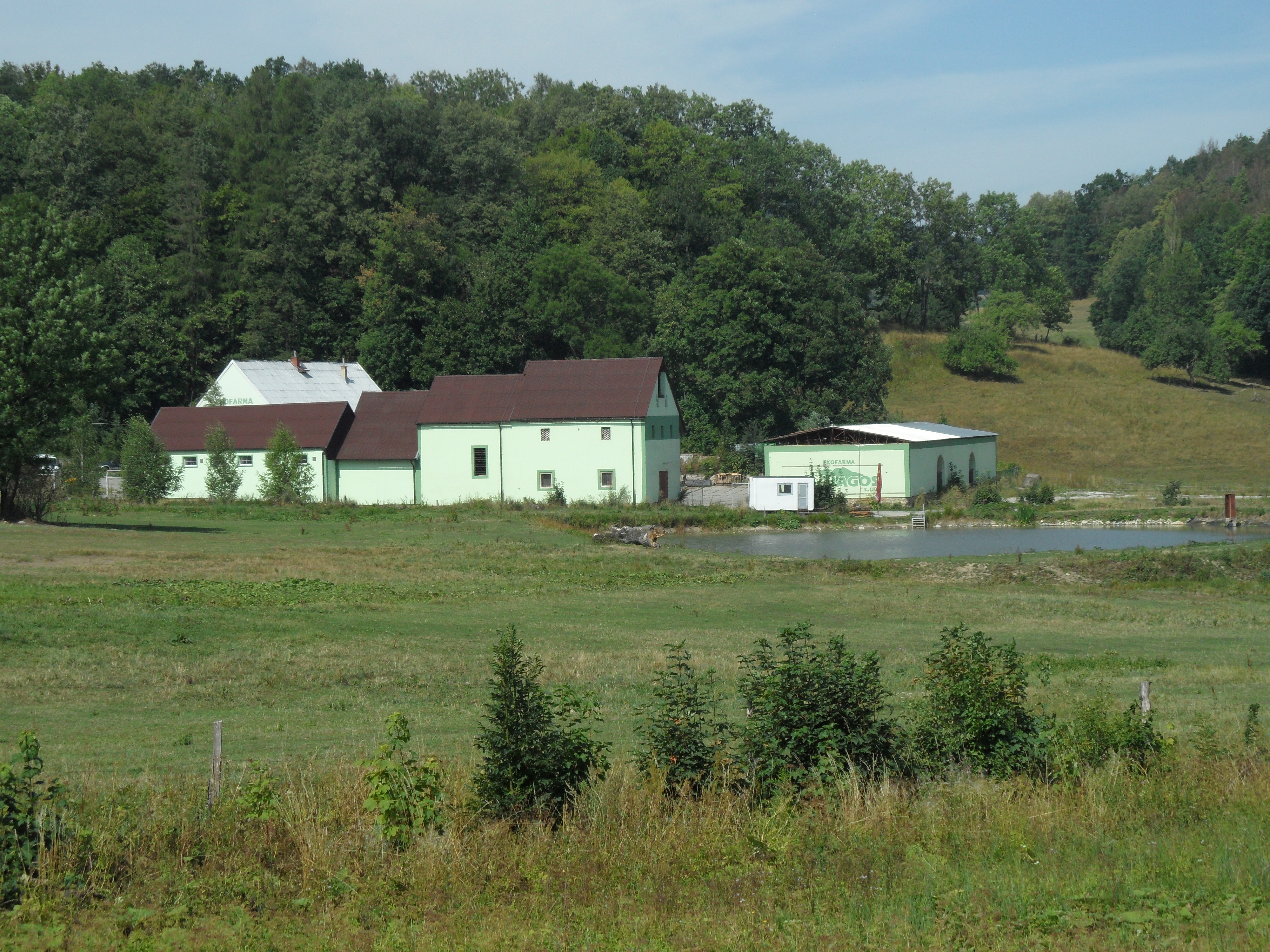
Statek – ekofarma
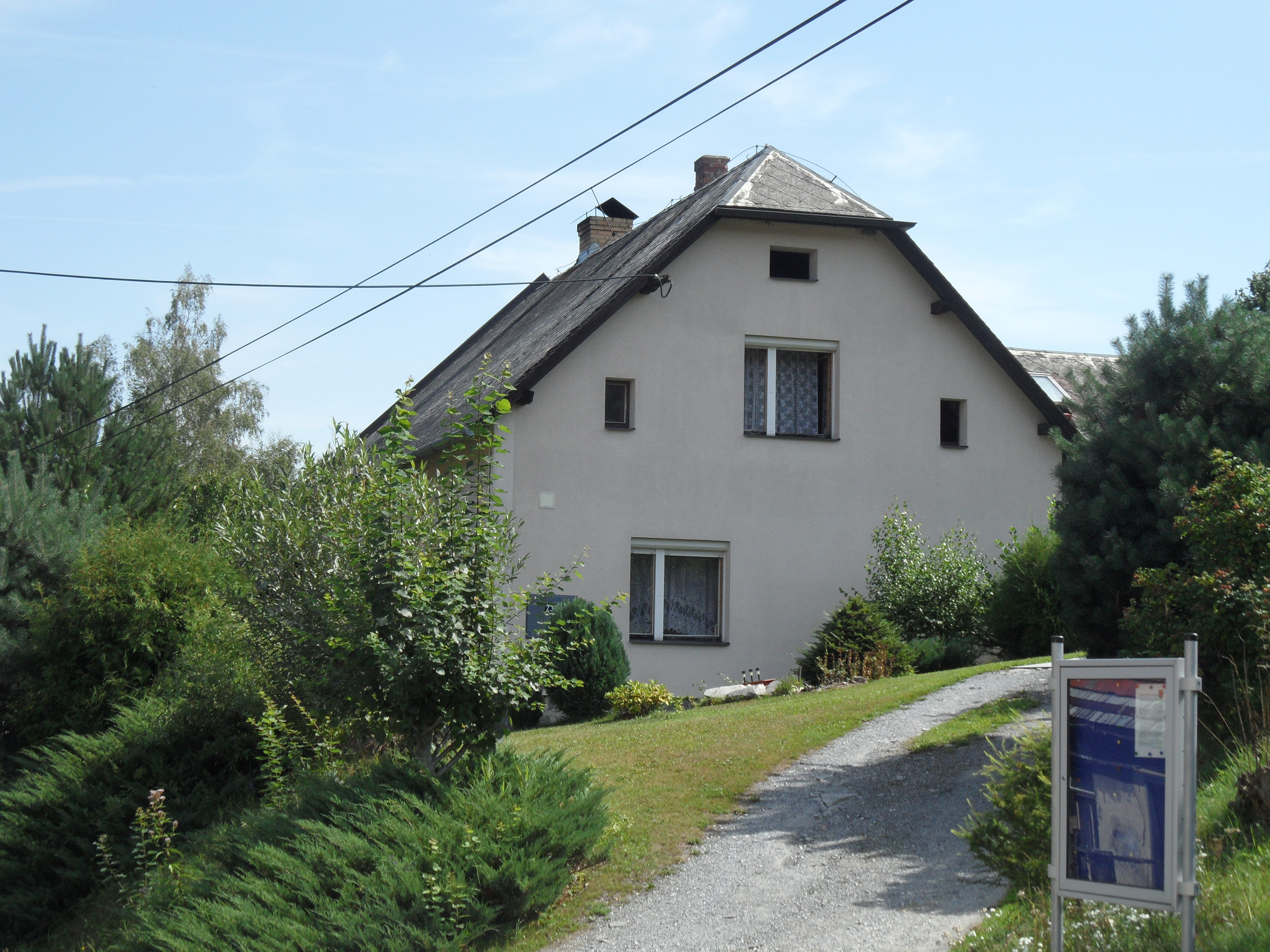
Rodinný dům